# فرناندا پینیلا
فرناندا پینیلا (اسپانیایی: Fernanda Pinilla‎؛ زادهٔ ۶ نوامبر ۱۹۹۳) بازیکن فوتبال اهل شیلی است.
از باشگاه‌هایی که در آن بازی کرده‌است می‌توان به باشگاه فوتبال اونیورسیداد شیلی اشاره کرد.
وی همچنین به عنوان مدافع در تیم ملی فوتبال زنان شیلی بازی می‌کند.

## فعالیت باشگاهی
در ۲۱ ژوئن ۲۰۱۹، پینیلا با سی دی سانتا ترزا اسپانیا قراردادی را امضا کرد.

## فعالیت بین الملی
پینیلا نماینده شیلی در جام جهانی زنان FIFA U-17 2010 بود. او آخرین لحظه جانشین آنا گوتیرز مصدوم شد و در جام جهانی فوتبال زنان ۲۰۱۹ به‌طور کامل جای او را گرفت.

## زندگی شخصی
پینیلا آشکارا لزبین و فمینیست است.